# 김신아 (미스코리아)
김신아(1991년 11월 21일 ~ )는 대한민국의 2012년 미스코리아 광주-전남 선(善)이다.

## 프로필
- 출생: 1991년 11월 21일
- 신체: 167.5cm, 50.3kg, 34-24-36
- 학력: 세종대학교 무용과
- 수상: 2012년 미스코리아 광주-전남 선(善)
- 취미: 요가, 시낭송
- 특기: 발레, 한국무용

| 미스코리아 광주-전남 선(善) |               |        |
| 2011년                      | 2012년 김신아 | 2013년 |
| 서다영                      | 2012년 김신아 | 김효희 |
|                             |               |        |
|                             |               |        |